# Тарново (Пільський повіт)
Тарново (пол. Tarnowo, нім. Seegenfelde) — село в Польщі, у гміні Шидлово Пільського повіту Великопольського воєводства.
Населення — 131 особа (2011).
У 1975-1998 роках село належало до Пільського воєводства.

## Демографія
Демографічна структура станом на 31 березня 2011 року:
|          | Загалом | Допрацездатний вік | Працездатний вік | Постпрацездатний вік |
| -------- | ------- | ------------------ | ---------------- | -------------------- |
| Чоловіки | 69      | 17                 | 45               | 7                    |
| Жінки    | 62      | 13                 | 37               | 12                   |
| Разом    | 131     | 30                 | 82               | 19                   |